# La Vierge à l'Enfant et saint Joseph
La Vierge à l'Enfant et saint Joseph ou La Vierge à l'Enfant et saint Joseph glabre  est une peinture religieuse de Raphaël  (dimensions : 73 × 57 cm). Le tableau est actuellement conservé au musée de l'Ermitage, à Saint-Pétersbourg

## Histoire
L'œuvre est habituellement identifiée comme une des deux petites Vierges à l'Enfant que  Giorgio Vasari a vu à Urbino et que Raphaël a peint pour  Guidobaldo Ier de Montefeltro pendant ses brefs séjours dans sa ville natale vers les années 1505-1506.
Les premières nouvelles documentées concernant le tableau remontent au XVIIIe siècle quand il était probablement dans les collections du duc d'Angoulême à Paris, d'où il passa dans celles de Pierre Crozat, collection qui a été achetée dans sa presque intégralité par Catherine II de Russie en 1772, créant de fait le noyau du futur Musée de l'Ermitage.

## Thème
Conformément à l'iconographie chrétienne de la Sainte Famille, le tableau représente Marie et l'Enfant Jésus accompagnée de Joseph.

## Description
Marie assise avec l'Enfant en son sein et saint Joseph debout sur la gauche, les cheveux blancs avec le bâton mais sans sa traditionnelle barbe (d'où le second nom du tableau) sont représentés dans une salle plutôt sombre, seulement éclairée par une ouverture sur la droite laissant entrevoir un paysage sous un ciel clair.
Les trois personnages s'échangent des regards dans un subtil jeu de renvois croisés avec un ton de mélancolie réfléchie. Joseph semble courroucé tandis-qu'il regarde l'Enfant et que Marie par la pensée semble se résigner à la préméditation du destin tragique de son fils.
L'enfant Jésus par un effet de torsion, semble faire comme un geste de réticence en se tournant sa mère qui semble ébaucher une caresse à son égard avec sa main gauche qui s'approche du petit pied.

## Analyse
Le tableau est une des premières peintures réalisée par Raphaël lors de sa période florentine. L'artiste représente avec perfection et harmonie des personnages dans leur vie quotidienne.
Les lignes douces coulent avec aisance, les couleurs et la pose des personnages, créent une scène harmonique teintée de simplicité et de splendeur, typiques de Raphaël.
De nombreux détails comme la physionomie de l'Enfant, sa torsion, la coiffure de Marie rappellent les exemples de Léonard de Vinci  confirmant la datation du tableau vers la moitié du séjour florentin de Raphaël
Selon la tradition, l'artiste a représenté Saint-Joseph sans une barbe, d'où le deuxième titre de la peinture.

## Sources
- (it) Cet article est partiellement ou en totalité issu de l’article de Wikipédia en italien intitulé « Sacra Famiglia con san Giuseppe imberbe » (voir la liste des auteurs).